# Садове (Чемеровецька селищна громада)
Садо́ве (до 1967 року — Софіївка) — село в Україні, у Чемеровецькій селищній громаді Кам'янець-Подільського району Хмельницької області.

## Назва
Село перейменоване в 1967 році, стара назва «Софіївка», нова назва «Садове».

## Географія
Село розташоване на схід від села Почапинці. Неподалік села проходить автомобільний шлях територіального значення Т 2308.

### Клімат
Садове знаходяться в межах вологого континентального клімату із теплим літом.

## Історія
Село перейменоване в 1967 році.
З 1991 року в складі незалежної України.
15 вересня 2016 року шляхом об'єднання сільських територіальних громад, село увійшло до складу Чемеровецької селищної громади.
До адміністративної реформи 19 липня 2020 року село належало до Чемеровецького району, після його ліквідації, увійшло до складу Кам'янець-Подільського району.

## Населення
Населення становить 126 осіб на 2001 рік.

### Мова
У селі поширені західноподільська говірка та південноподільська говірка, що відносяться до подільського говору, який належить до південно-західного наріччя.

## Природоохоронні території
Село лежить у межах національного природного парку «Подільські Товтри».

## Відомі люди
- Сорокатий Валентин Васильович — український військовослужбовець, учасник російсько-української війни[4].